# Eurya boninensis
Eurya boninensis là một loài thực vật có hoa trong họ Pentaphylacaceae. Loài này được Koidz. mô tả khoa học đầu tiên năm 1918.